# Multiplication des arbres fruitiers

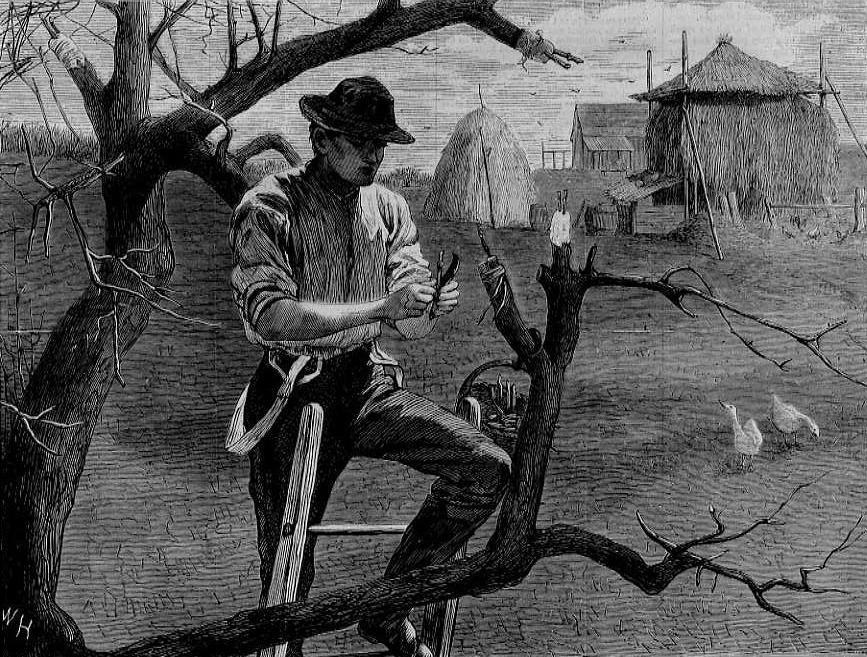
Spring Farm Work -- Grafting, une gravure sur bois d'après un dessin de Winslow Homer, publié dans Harper's Weekly, le 30 avril 1870.

La multiplication des arbres fruitiers consiste à produire des arbres fruitiers principalement par greffe sur des arbres n'ayant, par eux-mêmes, qu'une fructification de faible intérêt pour l'homme.

## Le pommier
Les porte-greffes du pommier sont le franc, le doucin et le pommier paradis.
- le franc qui convient aux formes hautes est souvent greffé en pied avec un intermédiaire, celui-ci étant greffé en tête.
- le doucin (Malus sylvestris) donne des arbres de basse tige.
- le paradis (Malus pumila) dont il existe plusieurs types (Porte-greffe Malling) est un pommier nain obtenu par sélection et c'est le porte-greffe le plus employé.

## Le poirier
Les porte-greffes du poirier commun sont :
- le cognassier
- le poirier franc ou le poirier de Chine
- éventuellement le poirier à feuille d'amandier, le cormier ou l'aubépine pour des sols à couche arable superficielle.

## Les fruits à noyau
Les fruits à noyau supportent moins bien la greffe en fente que les fruits à pépins. On privilégiera autant que possible la greffe en écusson à la fin de l'été.

### Lecerisier
Se greffe sur :
- cerisier franc
- cerisier sainte-lucie (Prunus mahaleb) pour les formes basses
- merisier (Prunus avium) pour les hautes tiges (avec une préférence pour le merisier blanc, plus productif)

### L'abricotier
Se greffe sur :
- prunier mais donne des abricotiers à vie courte
  - prunier sainte-catherine
  - prunier saint-julien
  - prunier myrobalan (Prunus myrobalan)
- abricotier franc
- pêcher franc
- amandier franc qui sert aussi de porte-greffe à l'amandier

### Lepêcher
Se greffe sur :
- pêcher franc
- amandier franc
- prunier
  - prunier saint-julien
  - prunier myrobolan
  - prunier damas noir